# Surp Nschan von Sebasteia

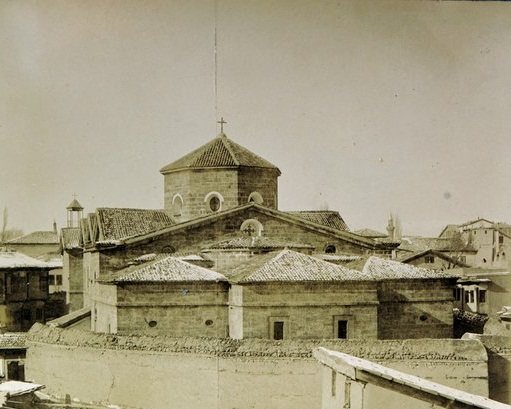
Klosterkirche Surp Astvatsatsin

Das Kloster Surp Nschan von Sebasteia (armenisch Սուրբ Նշան վանք Սեբաստիո, türkisch Surp Nişan Manastırı) ist ein ehemaliger armenischer Klosterkomplex nahe der Stadt Sivas (früher Sebasteia) in der heutigen Türkei. Es wurde im 10. Jahrhundert gegründet und existierte bis zu seiner Zerstörung im Zuge des Völkermords an den Armeniern 1915.
Surp Nschan (armenisch heiliges Zeichen) ist ein Heiligenname.

## Geschichte
Das Kloster Surp Nschan wurde von Prinz Atom-Ashot, dem Sohn des Königs Senekerim im 10. Jahrhundert gegründet. Es wurde nach einer Reliquie benannt, die Senekerim aus dem Kloster Varagavank gebracht hatte und die nach seinem Tod dorthin zurückgebracht wurde. Es war bis zum Jahr 1915 eines der bekanntesten Zentren der Aufklärung und der Gelehrsamkeit Kleinarmeniens – auch während der Herrschaft der Byzantiner, der Seldschuken und der Osmanen. Beim Völkermord an den Armeniern war das Kloster Surp Nschan der wichtigste Aufbewahrungsort mittelalterlicher armenischer Manuskripte in der Region Sebasteia, mindestens 283 Manuskripte waren dort vorhanden. Die Bibliothek wurde während des Ersten Weltkrieges nicht zerstört und die meisten Manuskripte blieben erhalten. 1918 wurden 100 von ihnen dem Armenischen Patriarchat in Jerusalem überlassen.
Heute ist das Surp-Nschan-Kloster zerstört, und eine Militärbasis besetzt die Fläche. Das genaue Datum der Zerstörung ist nicht bekannt.
Koordinaten: 39° 34′ 19,9″ N, 36° 53′ 33,7″ O

## Beschreibung
Das Kloster hatte drei Kirchen, ihre Namen waren Surp Astvatsatsin (Սուրբ Աստվածածին, Heilige Mutter Gottes), Surp Khatch (Սուրբ Խաչ, Heiliges Kreuz), und Surp Hovhannes Karapet (Սուրբ Հովհաննես Կարապետ, Sankt Johann der Vorbote). Das Kloster stand auf einem niedrigen Hügel mit Blick über Sivas und war von einer Ebene und einer Außenmauer umgeben. Auf einer Seite dieser Mauer war ein großer Garten mit Obstbäumen und Gemüseflächen. Mehrere Bauernhöfe waren dem Kloster ebenfalls angeschlossen.